# کامیاب‌ها
کامیاب‌ها (انگلیسی: Boomers) یک مجموعهٔ تلویزیونی کمدی موقعیت بریتانیایی است که در سال ۲۰۱۴ منتشر شد.

## بازیگران
- روس ابوت
- استفانی بیچام
- فیلیپ جکسون
- آلیسون استدمن
- جون وایتفیلد